# Heilige Quelle
| QS Vor- und Frühgeschichte | Dieser Artikel wurde aufgrund von inhaltlichen Mängeln auf der Qualitätssicherungsseite des WikiProjekts Vor- und Frühgeschichte eingetragen. Dies geschieht, um die Qualität der Artikel aus diesem Themengebiet auf ein akzeptables Niveau zu bringen. Bitte hilf mit, die inhaltlichen Mängel dieses Artikels zu beseitigen, und beteilige dich bitte an der Diskussion! |  |

Eine Heilige Quelle ist eine Quelle, die auch manchmal einen Teich oder See bilden kann, an der eine kultische Verehrung stattfindet. Oft wird der Quelle eine heilsame Wirkung auf Körper und/oder Geist nachgesagt. Manche Quellen dienen auch als Orakel.

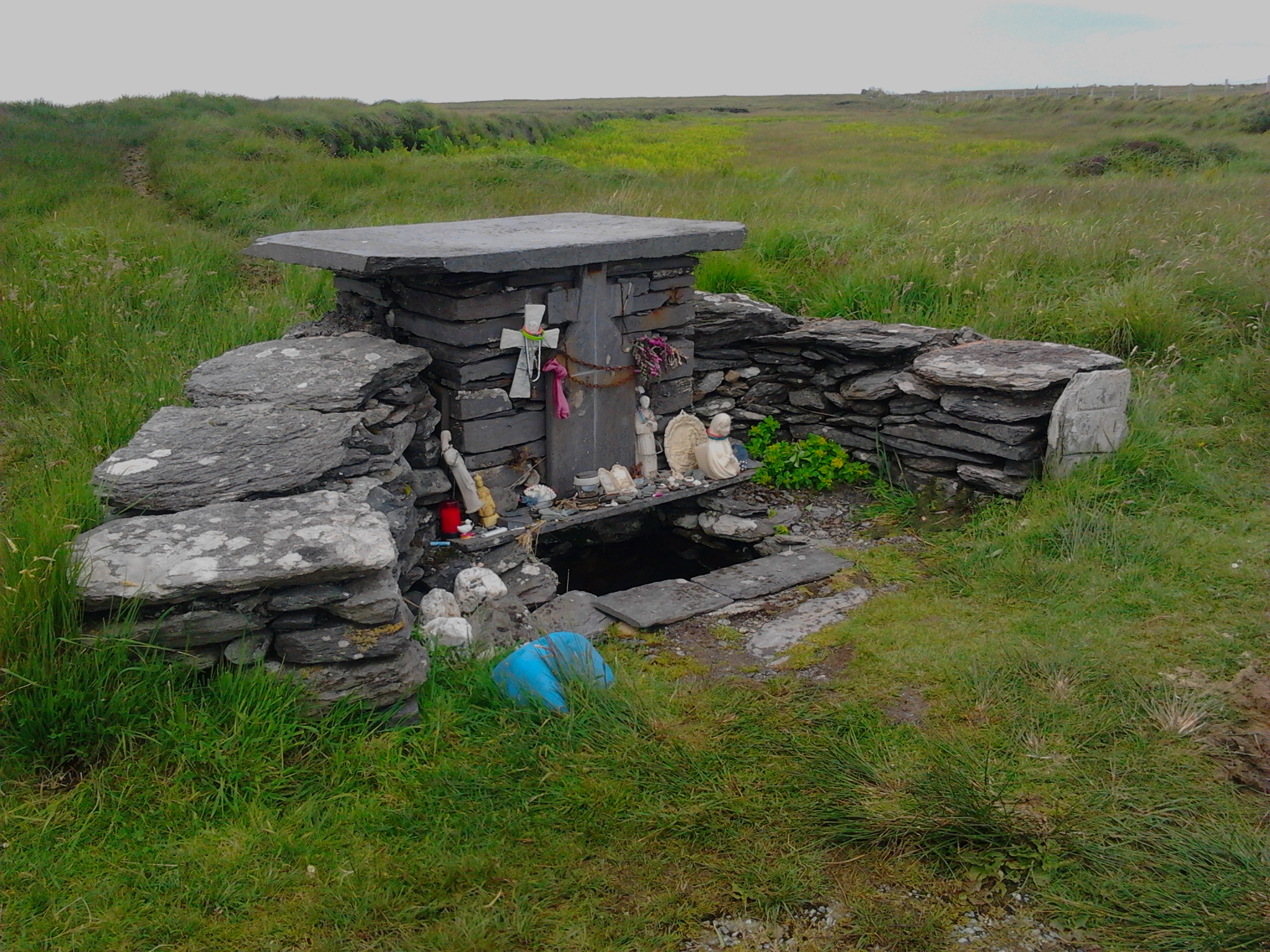
St Brendan's Well, Irland

## Geschichte

### Antike
Bereits im Neolithikum wurden Quellen als heilig verehrt, wie gefundene Steinwerkzeuge bezeugen. Bei den Römern hießen die Quell- oder Brunnenheiligtümer Nymphäum, da die griechische und römische Mythologie Nymphen für übersinnliche Wesen hielt. Sie waren göttliche Geister der Wälder, Flüsse und Gebirgsquellen, die die Erde mit Nahrung versorgten. Auch in der keltischen Mythologie waren die Gewässer von mythischen Wesen bewohnt. 
Eine weitere bekannte heilige Quellen in Vorderasien ist das hethitische Quellheiligtum Eflatun Pınar.

### Christentum
Als sich das Christentum durchsetzte, wurde die Quellenverehrung zuerst streng verboten. Doch da sich die Menschen nur ungern von ihren alten Bräuchen trennen wollten, wurde der Wasserkult mit einem christlichen Kontext versehen. An vielen Orten entstanden Kirchen oder Altäre in der Nähe von Quellen. Die meisten Brunnen wurden fortan mit Heiligen verbunden. Sowohl für St. Patrick als auch St. Columban ist überliefert, dass sie Wasser aus der Erde entspringen ließen, um mit ihnen das Sakrament der Taufe zu zelebrieren.
Das Wasser vieler heiliger Quellen soll Krankheiten heilen.
Heute sind heilige Quellen, besonders im Südwesten Irlands, ein wichtiger Bestandteil lokaler Identitäten.

## Vorkommen

### Deutscher Sprachraum
In Deutschland, Österreich und der Schweiz gibt es viele Quellen, die als heilig angesehen werden. Sie sind oft, wie oben erwähnt, nach Heiligen benannt. Im Süden des deutschen Sprachgebiets gibt es beispielsweise die Tradition, Quellen nach dem heiligen Ulrich von Augsburg zu benennen, die so genannten Ulrichsbrunnen. Die Tradition ist bereits seit dem 11. Jahrhundert (kurz nach Ulrichs Tod) belegt und dauert bis in die heutige Zeit an.
Bis zu 20.000 Menschen sollen einst zum Hermannskogel im Wienerwald gepilgert sein, um aus dem „Agnesbrünnl“ zu trinken.

### Großbritannien

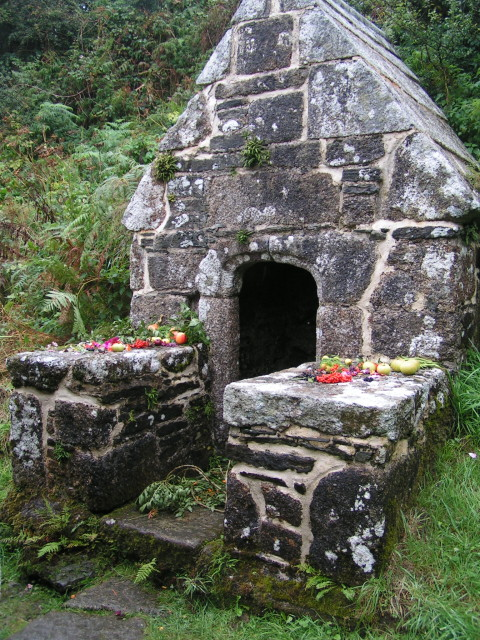
Heilige Quelle mit Quellenhaus in St. Clether, Cornwall

Nach der Überlieferung vieler Heiligenlegenden entsprangen heilige Quellen an Orten, wo ein Heiliger sein Martyrium erlitt. Das ist überliefert für das Jahr 979 zum Tod Edwards des Bekenners in Wareham, Dorset, für St. Oswius Tod in der Schlacht gegen Penda in der Winwaed und für St. Sidwella in Exeter (St. Sidwell's Well). Auch am Grab eines Heiligen konnten Quellen entspringen:
- Ethelbert's Well, Masden, Hereford;[7]
- St. Withburga's Well, East Dereham, bei Baldeswell (now Bawdeswell) Norfolk;[8]

Für zahlreiche Quellen ist überliefert, dass sie durch Heilige zum Entspringen gebracht wurden, so St. Augustine's Well durch den Heiligen Augustine in Cerne Abbas in Dorset. Eine Quelle in Stoke St. Milborough entsprang, als das Pferd des Heiligen Milburga auf den Boden stampfte. Der Glaube, eine Quelle in Carshalton, Surrey, sei entsprungen, wo Anne Boleyns Pferd auf den Boden stampfte, ist dagegen wohl darauf zurückzuführen, dass sie vom Volk für eine Hexe gehalten wurde.
Für mehrere Quellen in England ist überliefert, dass sie sich entweder mit Wasser füllten oder trocken fielen, wenn der Tod des Herrschers oder ein anderes Unglück bevorstand:
- Chipping Tawton, Devon (fließt)
- Marvel-sike Spring in Broughton, Northamptonshire (fließt)
- Nailbourns in Sittingbourne, Kent (fließt)
- St. Helen's Well, Rushton Spencer, Staffordshire (fällt trocken). Sie trocknete am Beginn des englischen Bürgerkrieges, der Hinrichtung Karls I., der Kornverknappung von 1670 und zur angeblichen Verschwörung von 1679 aus.

Andere Quellen 'grummeln' oder 'grollen' („drumming wells“) und warnten so vor kommenden Unheil:
- Drumming Well, Oundle, Northamptonshire – soll vor allgemeinem Unheil warnen
- Routing Well, Inveresk, soll vor Stürmen warnen
- Die Quelle in Harpham, Yorkshire, 'grollte', wenn der Tod eines Mitglieds der Familie Quinton bevorstand.[11]

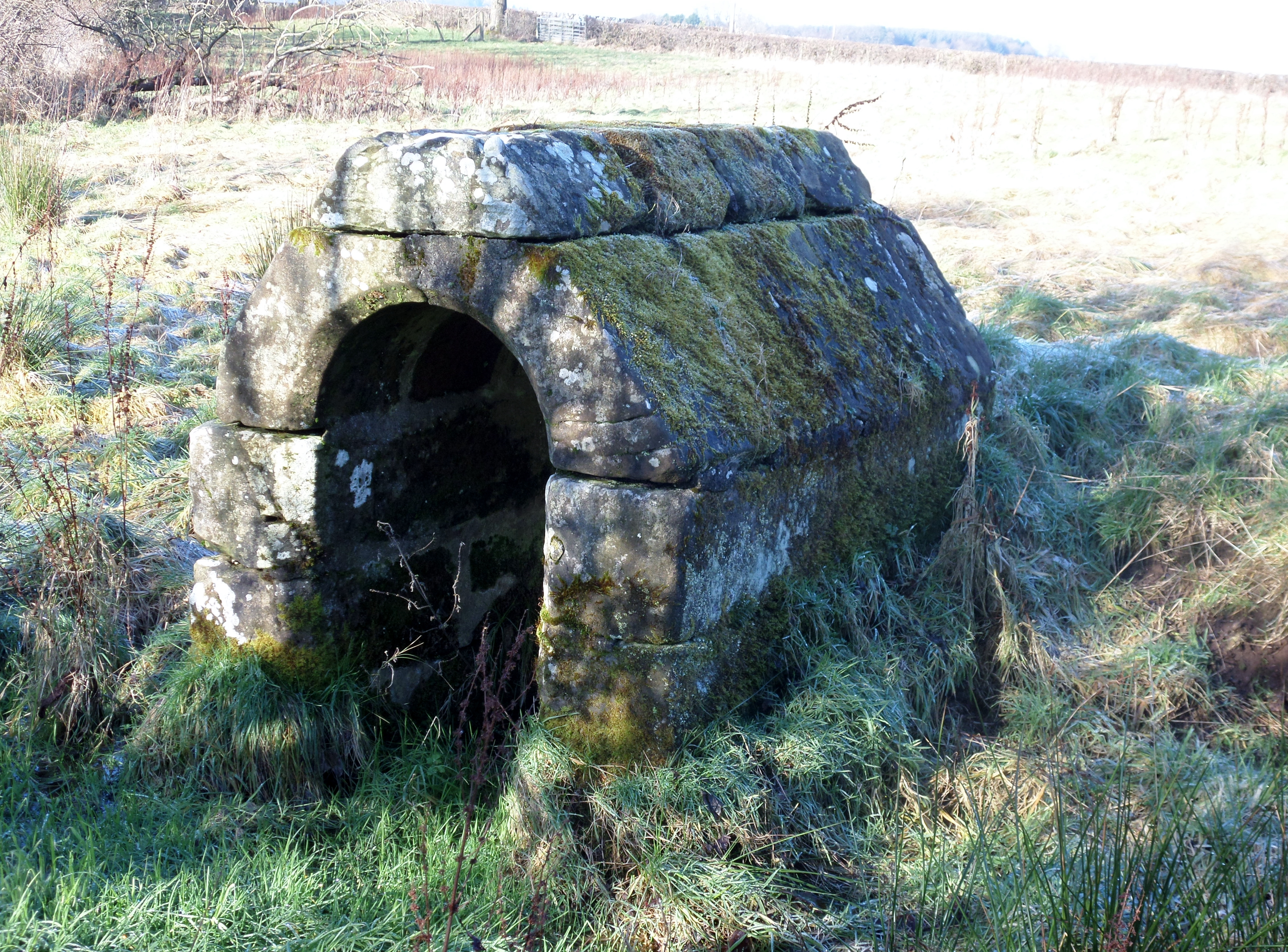
Heilige Quelle mit Quellenhaus in Houston

Auch nach der Reformation blieb der Glaube an die Heilkraft vieler Quellen erhalten.
Für fast jede englische Grafschaft existieren inzwischen Führer zu heiligen Quellen. Die Holy Wells Research and Preservation Group mit Sitz in Southampton wurde im Oktober 1984 gegründet und gibt die Zeitschrift Source heraus.

### Irland

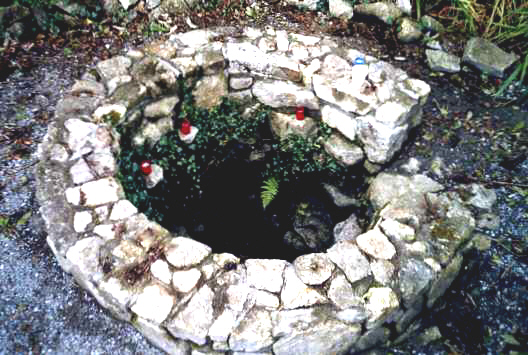
Heilige Quelle in der Nähe von Galway

Heute gibt es in Irland ca. 3000 heilige Quellen, manche sind aber nicht mehr in Gebrauch. Quellen sind vor allem der Mutter Gottes, St. Patrick und St. Brigid ((Faughart, Liscannor, Tully)) geweiht, aber auch St. Columban, St. Declan (Ardmore) und St. Kieran (Castlekeeran) heilig. In Connemara werden Tober Cáillίn in Keerhaunmore und Tobar Phádraig in Maumean (Mám Éan) noch heute häufig aufgesucht.

### Spanien

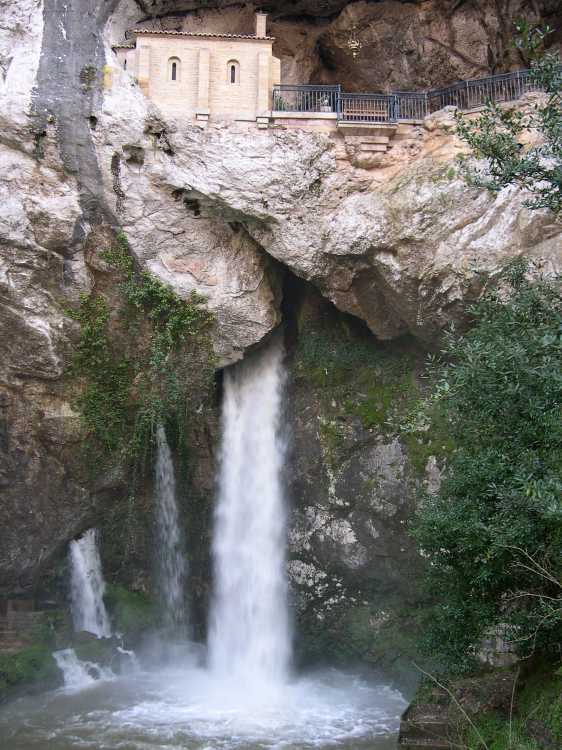
Marienquelle in Covadonga

In Spanien werden heilige Quellen (Fuensanta, Agua Santa) oft durch Steinhaufen gekennzeichnet. Sie befinden sich meist bei Kapellen oder Klausen und sind von Bäumen umgeben. Sie sind vorwiegend mit der Jungfrau Maria verbunden, besonders der Virgen de la Salud.
In Covadonga liegt eine heilige Quelle, die durch einen Höhlenfluss gespeist wird und im Fuente del Matrimonio zu Tage tritt. Junge Frauen, die daraus trinken, glauben, so bald zu heiraten.

## Literarischer Bezug
In dem Gedicht „Schöne Agnete“ von Agnes Miegel sprudelt eine weiße Quelle vor der Kirchtür, als Agnete, die Frau des Wassermanns, von dort aus dem Hochamt folgt.

## Rezeptionsgeschichte
Frühe Berichte über die Nutzung heiliger Quellen stammen vor allem aus Reiseberichten, wie dem Bretonen Chevalier de la Tocnaye (A Frenchman’s Walk through Ireland, 1796–1797) oder dem englischen Romanschriftsteller William Makepeace Thackeray (The Irish Sketchbook, 1842). Auch Antiquare wie Thomas Crofton Croker aus Cork (Researches in the South of Ireland, 1824) publizierten zum Thema. Der protestantische Pfarrer Philip Dixon Hardy (1794–1875) publizierte 1836 Holy Wells of Ireland, ein protestantischer Angriff auf Praktiken an irischen Brunnen, die die Namen christlicher Heiliger tragen oder auf andere Weise als heilig angesehen werden.
Inzwischen sind zahlreiche wissenschaftliche Abhandlungen zum Thema erschienen:
- Walter L. Brenneman Jr., Mary G. Brenneman, Crossing the Circle at the Holy Wells of Ireland. Charlottesville, University Press of Virginia 1995.
- Michael P. Carroll, Irish Pilgrimage: Holy Wells and Popular Catholic Devotion. Baltimore, Johns Hopkins University Press, 1999.
- Susan Connolly, Anne-Marie Moroney, Stone and Tree Sheltering Water: An Exploration of Sacred and Secular Wells in County Louth. Drogheda, Flax Mill 1998.
- Elizabeth Healy, In Search of Ireland’s Holy Wells. Dublin, Wolfhound Press 2001.
- Anna Rackard, Liam O’Callaghan, Fish, Stone, Water. Cork, Cork University Press 2001.
- Stiofán Ó Cadhla, The Holy Well Tradition: The Pattern of St Declan, Ardmore, County Waterford. Dublin, Four Courts Press, 2002.
- Celeste Ray,  The origins of Ireland's holy wells. Oxford, Archaeopress 2014.